# Vũ Quang Hưng
Vũ Quang Hưng là Thiếu tướng Công an nhân dân Việt Nam. Ông nguyên là Chánh Văn phòng Cơ quan Cảnh sát điều tra Bộ Công an Việt Nam.

## Tiểu sử
Năm 1980, Vũ Quang Hưng tốt nghiệp Đại học An ninh nhân dân (nay là Học viện An ninh nhân dân).
Sau khi tốt nghiệp, ông công tác tại Công an thành phố Nam Định.
17 năm sau, năm 1997, Vũ Quang Hưng được bổ nhiệm giữ chức vụ Phó Trưởng phòng Cảnh sát hình sự, sau đó là Trưởng phòng Cảnh sát Điều tra tội phạm về ma túy, Trưởng phòng Cảnh sát Điều tra tội phạm về kinh tế.
Từ tháng 3 năm 2010 đến tháng 4 năm 2014, Vũ Quang Hưng là Đại tá, Phó Giám đốc Công an tỉnh Nam Định.
Năm 2013, Vũ Quang Hưng giữ chức danh Thủ trưởng Cơ quan Cảnh sát điều tra Công an tỉnh Nam Định.
Từ năm 2015 đến năm 2016, Vũ Quang Hưng là Thiếu tướng Công an nhân dân Việt Nam, Chánh Văn phòng Cơ quan Cảnh sát điều tra Bộ Công an Việt Nam.
Từ tháng 3 đến tháng 6 năm 2018, Vũ Quang Hưng là Thiếu tướng, Phó Thủ trưởng Cơ quan Cảnh sát điều tra Bộ Công an.

## Gia đình
Ông đã lập gia đình và có con sinh đôi.